# Numerus Barcariorum
Der Numerus Barcariorum (deutsch Numerus der Barcarii) war eine römische Auxiliareinheit. Sie ist durch eine Inschrift belegt.

## Namensbestandteile
- Barcariorum: der Barcarii. Ein Barcarius war ein Soldat, der zur Besatzung eines kleinen Transportbootes (lat. Barca) gehörte, das für logistische Aufgaben im Rahmen der militärischen Flussschifffahrt eingesetzt wurde.[A 1]

## Geschichte
Der Numerus war im 3. Jhd. n. Chr. in der Provinz Britannia stationiert.

## Standorte
Standorte des Numerus in Britannia inferior waren möglicherweise:
- Lancaster: Die Inschrift (RIB 601) wurde hier gefunden.

## Angehörige des Numerus
Ein Angehöriger des Numerus, Sabinu[s], ein Praepositus, ist durch die Inschrift (RIB 601) bekannt.